# マルティン・ペーターセン
マルティン・ペーターセン（Martin Petersen、1985年2月28日 - ）は、ドイツ・シュトゥットガルト出身のサッカー審判員。ヴュルテンベルクサッカー協会所属。

## 審判としてのキャリア
2000年に審判員資格を取得し、翌2001年からベツィルクスリーガ（ドイツ8部相当のアマチュアリーグ）で審判員としての活動を始める。2002年からはその上位リーグであるランデスリーガでも活動を開始、史上最年少でのランデスリーガ担当審判員となった。2005年にヴェルバンドスリーガ、2006年にオーバーリーガ、2008年にレギオナルリーガ・ズュートヴェスト、2009年には3. リーガ、2011年に2. ブンデスリーガへとステップアップを続ける。
2017年、ビビアナ・シュタインハウスらと共にブンデスリーガ担当審判員に昇格、 2017-18 シーズンから審判を担当する。
2025年、フロリアン・バドストゥーブナーと共に日本サッカー協会からの招聘を受け、5月14日から6月10日までの間、日本のJリーグで審判として活動する。

## 事故
2015年8月10日に行われたDFBポカール2015-20161回戦・VfLオスナブリュック対RBライプツィヒ の71分、VfLオスナブリュックのファンの投げたライターがペーターセンの頭に直撃、試合はVfLオスナブリュックが1-0でリードしている状態で中断され、そのまま試合は中止された。8月11日、ペーターゼンは軽い脳震盪を起こしたと発表された。なお、この事件についてドイツのスポーツ裁判所はホームのVfLオスナブリュックの責任を問う形で没収試合として扱い、RBライプツィヒの2-0での勝利となった。